# Capparaceae aureola
Carparachne aureoflava (золотой катящийся паук) — паук из рода Carparachne, обитающий в пустыне Намиб в Юго-западной Африке.
Известен своей способностью при опасности сворачиваться в клубок и катиться со скоростью 44 оборота в секунду. Таким образом паук спасается от дорожных ос, которые охотятся на Carparachne aureoflava, чтобы отложить личинки в тело паука. Оса способна отыскать и выкопать паука из его норы, которую он обустраивает в песке на глубине 40—50 см.

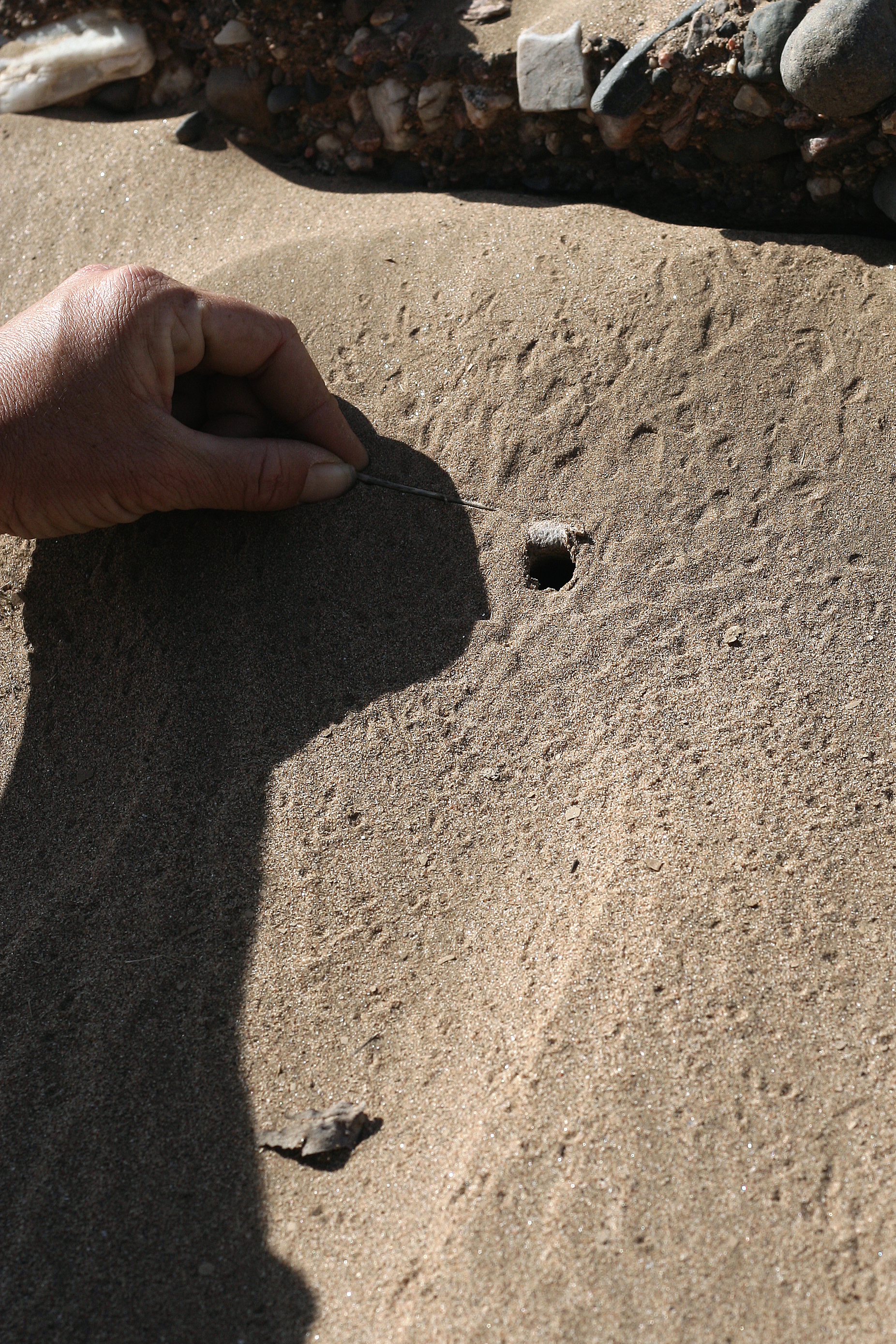
Нора

Размер паука до 20 мм, самцы и самки не различаются по размерам. Ведут ночной образ жизни. Укус ядовит, но не известно, опасен ли для человека.
Способ передвижения пауков Cebrennus villosus и Capparaceae aureola использовался при разработке прототипа робота.